# Princesse Taiping
La princesse Taiping (665-713 ; chinois : 太平公主 ; pinyin : Tàipíng Gōngzhǔ ; litt. « princesse de la grande paix ») est une princesse chinoise de la dynastie Tang et de la seconde dynastie Zhou. Plus jeune fille de Wu Zetian et de l'empereur Gaozong, elle est influente pendant les règnes de sa mère et de ses frères, Zhongzong et Ruizong. En particulier pendant le deuxième règne de Ruizong.
Lorsque Xuanzong, fils de l'empereur Ruizong et neveu de la princesse Taiping, accède au trône, la situation politique de la princesse se détériore. En 713, le nouvel empereur fait exécuter la plupart des alliés de la princesse et l'oblige à se suicider.

## Biographie

### Règne de Gaozong
On ne connait pas le nom personnel de la princesse Taiping, ni sa date de naissance exacte mais on sait qu'elle est la plus jeune des six enfants connus de Gaozong et de sa deuxième épouse Wu Zetian et qu'elle est née vers 665.
Dès 670, elle devient nonne taoïste pour attirer la protection divine sur la mère décédée de Wu Zetian. Plus tard, le roi de Tufan la demande en mariage au cours de la négociation d'un traité de paix. L'empereur Gaozong préfère nommer la princesse abbesse du temple Taiping (太平觀) qu'il fait construire à cette occasion, ce qui lui permet de décliner l'offre du roi de Tufan.
L'empereur Gaozong et l'impératrice Wu décident en 681 de marier la princesse Taiping à son cousin Xue Shao (薛紹) qui est un fils de la princesse Chengyang (sœur de Gaozong) et de son second mari Xue Yao (薛曜). Le mariage est célébré fastueusement à l’automne 681. L'impératrice Wu estime que les belles-sœurs de sa fille sont d'origine si modeste qu'elle envisage de les forcer à divorcer mais elle change d'avis lorsqu'on lui fait remarquer que l'une des belles-sœurs est une petite-nièce du défunt chancelier Xiao Yu. Deux fils appelés Xue Chongxun (薛崇訓) et Xue Chongjian (薛崇簡), et une fille appelée Wanquan (萬泉縣主) née en 686 et morte en 710, sont issus du mariage de la princesse Taiping avec Xue Shao.

### Premiers règnes de Zhongzong et Ruizong
Gaozong meurt en 683. Le prince héritier Li Zhe, frère aîné de la princesse, accède au trône sous le nom de Zhongzong mais le pouvoir réel reste entre les mains de leur mère en tant qu'impératrice douairière et régente. En 684, l'impératrice douairière destitue Zhongzong qui montre des signes d'indépendance et le remplace par son fils cadet, Li Dan, qui devient empereur sous le nom de Ruizong.
L'impératrice douairière apprécie et favorise sa fille, la princesse Taiping, qui lui ressemble par son apparence et son comportement.
Cependant en 688 les frères Xue sont impliqués dans une rébellion manquée contre l'impératrice douairière. Les deux beaux-frères de la princesse sont décapités tandis que son mari, Xue Shao, est condamné à la bastonnade et à mourir de faim. Xue Shao souffre de ce fait davantage mais il bénéficie d'une mort plus honorable puisque l'intégrité de son corps est respectée.
En 690, l'impératrice douairière fait secrètement assassiner l'épouse de Wu Youji (武攸暨) afin que la princesse Taiping puisse l'épouser. La princesse aurait eu de ce second mariage deux fils appelés Wu Chongmin (武崇敏) et Wu Chongxing (武崇 行), et une fille appelée Wu Lingjue (武灵觉).

### Règne de Wu Zetian
En 690 également, Wu Zetian, qui n'était jusque là qu'impératrice douairière, pousse l'empereur Ruizong à lui céder son trône et s'établit elle-même comme « empereur » fondant ainsi la seconde dynastie Zhou qui interrompt la dynastie Tang.
En 697 au plus tard, la princesse Taiping recommande Zhang Changzong qui deviendra le favori de sa mère. Zhang Changzong présentera lui-même son frère Zhang Yizhi à Wu Zetian. Toujours en 697, le responsable de la police secrète Lai Junchen (來俊臣) cherche à accuser de trahison les princes du clan Wu ainsi que la princesse Taiping et ses frères ; la princesse Taiping et les princes du clan Wu contre-attaquent en accusant Lai à son tour et Wu Zetian le fait mettre à mort. En 699, lorsque le chancelier Zong Chuke (宗楚客) et son frère Zong Jinqing (宗晉卿) sont accusés de corruption et exilés, la princesse Taiping visite leurs demeures et les trouve luxueuses[à vérifier].
Craignant que les clans Li et Wu s'entre-déchirent après sa mort, Wu Zetian oblige ses trois enfants survivants — Li Zhe (李哲) redevenu prince héritier au retour de presque quinze ans d'exil et qui se fait désormais appeler Li Xian (李顯) ou Wu Xian (武顯), Li Dan (李旦) et la princesse Taiping — ainsi que Wu Youji (le second mari de la princesse) et les autres princes du clan Wu, à s'engager à coexister pacifiquement. Tous prêtent serment solennellement en 699. Les serments sont gravés et conservés dans les archives impériales.

### Second règne de Zhongzong
En 705, un coup d'État élimine les favoris Zhang Yizhi et Zhang Changzong, renverse Wu Zetian et rétablit Li Xian sur le trône où il reprend le nom de Zhongzong. La princesse Taiping aurait été impliquée dans le coup d'État et aurait reçu de Zhongzong le titre spécial de 鎮國太平公主, « la princesse Taiping qui a assuré la sécurité de l'État ». En 706, la princesse Taiping ainsi que plusieurs filles de Zhongzong sont autorisées à conserver des états-majors, tout comme les princes impériaux. La princesse Taiping redevient l'une des femmes les plus influentes de la cour bien que son influence soit battue en brèche par l'impératrice Wei, seconde épouse de Zhongzong, et par leur fille Li Guo'er, la princesse Anle.
En 707, le prince héritier Li Chongjun (李重俊, fils de Zhongzong et de sa première épouse) est tué lors d'une tentative de rébellion visant à arrêter l'impératrice Wei et Li Guo'er. Celle-ci et le chancelier Zong Chuke (宗楚客) tentent de compromettre la princesse Taiping et Li Dan dans ce complot mais Xiao Zhizhong (蕭至忠) parle en leur faveur et Zhongzong met un terme à l'affaire.

### Règne de Shangdi
Zhongzong meurt subitement en 710 - les historiens suggèrent traditionnellement un meurtre perpétré par l'impératrice Wei et Li Guo'er -. La princesse Taiping et Shangguan Wan'er, une concubine de Zhongzong influente à la cour, rédigent au nom de l'empereur un testament qui tente d'équilibrer les diverses factions. Finalement, Li Chongmao, prince de Wen qui est le fils de l'empereur Zhongzong et d'une autre concubine, monte sur le trône sous le nom de Shangdi et c'est l'impératrice Wei qui devient impératrice douairière et régente.
Les membres du clan Wei ainsi que le chancelier Zong Chuke, Wu Yanxiu (mari de Li Guo'er) et d'autres personnalités conseillent à la nouvelle impératrice douairière de prendre le trône comme Wu Zetian l'avait fait à la génération précédente. Ils lui conseillent également d'éliminer Li Dan et la princesse Taiping. Un fils de Li Dan, Li Longji (李隆基), apprend ce projet et contre-attaque en conspirant notamment avec la princesse Taiping et avec Xue Chongjian (fils du premier mariage de la princesse Taiping).
Les conspirateurs se soulèvent le 21 juillet 710 sans en informer Li Dan. Ils tuent des proches du clan Wei et attaquent le palais. Un garde décapite l'impératrice Wei quand elle cherche à s'enfuir. Sa fille Li Guo'er, la princesse Anle, est aussi tuée. Après quoi, à la demande de la princesse Taiping et à la demande de Li Longji (李隆基) et de son frère aîné Li Chengqi (李成器), c'est Li Dan qui reprend le trône. Li Longji devient prince héritier. Li Chongmao, ainsi destitué après un bref règne, reprend son titre de prince de Wen.

### Second règne de Ruizong
A son retour sur le trône, Ruizong accorde une grande confiance à la princesse Taiping. Chaque fois qu’un fonctionnaire fait une proposition, il l'envoie discuter avec la princesse Taiping et avec le prince héritier Li Longji avant de se prononcer lui-même. Les fils de la princesse sont tous fait princes. La princesse est puissante et riche, sa demeure ressemble à un palais.
Jusqu'à cinq des sept principaux ministres la soutiennent.
La princesse Taiping accepte initialement la promotion de Li Longji comme prince héritier bien qu'il ne soit pas le fils aîné de Ruizong et qu'il ne soit que le fils de la concubine Dou. Elle croit d'abord en effet que la jeunesse de Li Longji (25 ans au moment où il est nommé prince héritier) en fera quelqu'un de facile à contrôler mais elle s'inquiète ensuite de le voir manifester de la force de caractère. Elle encourage alors ses proches à discuter ouvertement le choix du prince héritier, elle paye de plus le personnel de Li Longji pour l'espionner et essayer de lui trouver des fautes. Elle va jusqu'à s'associer à trois chanceliers (Dou Huaizhen (en), Xiao Zhizhong et Cen Xi) qui cherchent un moyen de renverser Li Longji mais elle ne parvient pas à convaincre les autres chanceliers (dont Wei Anshi et Song Jing).
En 711, deux chanceliers tentent de persuader l'empereur Ruizong de s'opposer à ce complot contre le prince héritier Li Longji. Ils proposent que celui-ci soit chargé de la plupart des affaires d’État et reste à la capitale Chang'an tandis que deux princes qui pourraient prétendre au trône, Li Chengqi et Li Shouli, seraient nommés préfets loin de la capitale et que la princesse Taiping et Wu Youji seraient envoyés vivre à Luoyang.
Ruizong accepte la proposition des deux chanceliers sauf en ce qui concerne la princesse Taiping et Wu Youji qu'il n'éloigne que dans la préfecture de Pu (蒲州, à peu près la ville moderne de Yuncheng dans le Shanxi). La princesse apprend d'où vient ce plan et, furieuse, fait part de sa colère à Li Longji. Celui-ci présente à Ruizong une pétition accusant les deux chanceliers de chercher à l'aliéner de son demi-frère Li Chengqi, de son cousin Li Shouli et de sa tante la princesse Taiping. Ruizong rétrograde les deux chanceliers et rappelle la princesse Taiping, Li Chengqi et Li Shouli à la capitale.
De retour à la capitale, la princesse Taiping suggère d'annuler une réforme majeure du système de la fonction publique mise en place par ces deux chanceliers, suggestion que Ruizong accepte. La même année, elle obtient que les tombeaux des parents de Wu Zetian retrouvent le statut de tombeau impérial qu'ils avaient perdu à la mort de Zhongzong. Toujours en 711, elle prend la défense du moine bouddhiste Huifan (慧範). Ruizong est persuadé que ce moine a été accusé à dessein pendant l'absence de la princesse et il rétrograde les fonctionnaires qui avaient accusé le moine.
Enfin, c'est sur les recommandations de la princesse Taiping que Ruizong procède à une réorganisation majeure de son administration à l'hiver 711.
En 712, Wu Youji, le mari de la princesse Taiping, meurt et l'empereur Ruizong le fait prince de Ding à titre posthume.
Plus tard en 712, la princesse Taiping demande à des astrologues d'avertir Ruizong que la constellation Dizuo (帝座), qui symbolise le trône impérial, annonce un changement dans la position de l'empereur. Elle pense que l'empereur Ruizong soupçonnera le prince héritier Li Longji de préparer un coup d'État mais Ruizong interprète au contraire ce présage comme une incitation à une transition en bon ordre et il se démet du trône en faveur de Li Longji. La princesse Taiping s'oppose à l'abdication de son frère. Le prince héritier Li Longji qui refuse d'abord, accepte devant l'insistance de Ruizong et devient empereur sous le nom de Xuanzong. Ruizong prend le titre d'empereur retiré mais il conserve une grande partie du pouvoir impérial et ses édits l'emportent encore sur ceux de l'empereur Xuanzong.

### Règne de Xuanzong
Le nouvel empereur Xuanzong approuve en secret un plan visant à éliminer la princesse Taiping et ses alliés. Le plan s'étant ébruité, Xuanzong est contraint de le désavouer officiellement et d'en informer l'empereur retiré Ruizong mais il en défend avec succès les instigateurs qui ne seront qu'exilés.
Moins d'un an plus tard, en 713, la princesse est soupçonnée de participer à un complot visant à renverser l'empereur Xuanzong voire à l'empoisonner. Xuanzong décide d'agir le premier : le 29 juillet il fait arrêter et exécuter plusieurs alliés de la princesse, d'autres s'enfuient ou se suicident. Lorsque l'empereur retiré Ruizong entend parler de l'affaire, il monte sur la tour de la porte Chengtian (承天 門) pour voir ce qui se passe ; le jour même, il se sent obligé de confirmer les actes de Xuanzong par un édit ; dès le lendemain, il transfère tout le pouvoir à Xuanzong et s'installe dans un palais secondaire.
La princesse Taiping se réfugie dans un temple et ne réapparaît que trois jours plus tard. L'empereur Xuanzong lui ordonne alors de se suicider chez elle. Elle meurt début août. Xuanzong fait aussi mettre à mort ses fils et ses derniers alliés, à l'exception de Xue Chongjian, seul fils de la princesse à être épargné car il avait souvent conseillé à sa mère de s'écarter du pouvoir. Les avoirs de la princesse sont tous confisqués. On dit qu'il y avait tellement de trésors, de bétail et de biens immobiliers qu'il a fallu plusieurs années pour les comptabiliser.
Le suicide forcé de la princesse Taiping, met fin à la période de complots à répétitions qui avait commencé 86 ans plus tôt avec le Coup de la porte Xuanwu en 626.

## Famille

### Ascendance
|  |                                 |  |  |  |  |  |  |  |  |  |  |  |  |
|  | Tang Gaozu                      |  |  |  |  |  |  |  |  |  |  |  |  |
|  |                                 |  |  |  |  |  |  |  |  |  |  |  |  |
|  |                                 |  |  |  |  |  |  |  |  |  |  |  |  |
|  | Tang Taizong                    |  |  |  |  |  |  |  |  |  |  |  |  |
|  |                                 |  |  |  |  |  |  |  |  |  |  |  |  |
|  |                                 |  |  |  |  |  |  |  |  |  |  |  |  |
|  | duchesse Dou (zh) (太穆皇后)    |  |  |  |  |  |  |  |  |  |  |  |  |
|  |                                 |  |  |  |  |  |  |  |  |  |  |  |  |
|  |                                 |  |  |  |  |  |  |  |  |  |  |  |  |
|  | Tang Gaozong                    |  |  |  |  |  |  |  |  |  |  |  |  |
|  |                                 |  |  |  |  |  |  |  |  |  |  |  |  |
|  |                                 |  |  |  |  |  |  |  |  |  |  |  |  |
|  | Zhangsun Sheng (zh) (长孙晟)    |  |  |  |  |  |  |  |  |  |  |  |  |
|  |                                 |  |  |  |  |  |  |  |  |  |  |  |  |
|  |                                 |  |  |  |  |  |  |  |  |  |  |  |  |
|  | impératrice Zhangsun (长孙皇后) |  |  |  |  |  |  |  |  |  |  |  |  |
|  |                                 |  |  |  |  |  |  |  |  |  |  |  |  |
|  |                                 |  |  |  |  |  |  |  |  |  |  |  |  |
|  | dame Gao (高氏)                 |  |  |  |  |  |  |  |  |  |  |  |  |
|  |                                 |  |  |  |  |  |  |  |  |  |  |  |  |
|  |                                 |  |  |  |  |  |  |  |  |  |  |  |  |
|  | princesse Taiping               |  |  |  |  |  |  |  |  |  |  |  |  |
|  |                                 |  |  |  |  |  |  |  |  |  |  |  |  |
|  |                                 |  |  |  |  |  |  |  |  |  |  |  |  |
|  | Wu Hua (zh) (武華)              |  |  |  |  |  |  |  |  |  |  |  |  |
|  |                                 |  |  |  |  |  |  |  |  |  |  |  |  |
|  |                                 |  |  |  |  |  |  |  |  |  |  |  |  |
|  | Wu Shiyue (en) (武士彟)         |  |  |  |  |  |  |  |  |  |  |  |  |
|  |                                 |  |  |  |  |  |  |  |  |  |  |  |  |
|  |                                 |  |  |  |  |  |  |  |  |  |  |  |  |
|  | dame Zhao (zh) (文穆皇后趙氏)   |  |  |  |  |  |  |  |  |  |  |  |  |
|  |                                 |  |  |  |  |  |  |  |  |  |  |  |  |
|  |                                 |  |  |  |  |  |  |  |  |  |  |  |  |
|  | Wu Zetian                       |  |  |  |  |  |  |  |  |  |  |  |  |
|  |                                 |  |  |  |  |  |  |  |  |  |  |  |  |
|  |                                 |  |  |  |  |  |  |  |  |  |  |  |  |
|  | Yang Da (zh) (杨达)             |  |  |  |  |  |  |  |  |  |  |  |  |
|  |                                 |  |  |  |  |  |  |  |  |  |  |  |  |
|  |                                 |  |  |  |  |  |  |  |  |  |  |  |  |
|  | dame Yang (zh) (孝明高皇后)     |  |  |  |  |  |  |  |  |  |  |  |  |
|  |                                 |  |  |  |  |  |  |  |  |  |  |  |  |
|  |                                 |  |  |  |  |  |  |  |  |  |  |  |  |
|  | (inconnue)                      |  |  |  |  |  |  |  |  |  |  |  |  |
|  |                                 |  |  |  |  |  |  |  |  |  |  |  |  |
|  |                                 |  |  |  |  |  |  |  |  |  |  |  |  |

### Parenté
L'impératrice Wang (628-655), première épouse de l'empereur Gaozong (628-683) n'a pas de descendance.
La descendance de Wu Zetian (624-705), impératrice Wu en 655 comme seconde épouse de l'empereur Gaozong, impératrice douairière en 683 et impératrice régnante de 690 à 705, constitue la parenté proche de la princesse Taiping. Notamment :
1. Li Hong (652-675), 5e fils de Gaozong ;
2. princesse Anding ou Andingsi (654-654), 3e fille de Gaozong, sœur aînée de la princesse Taiping ;
3. Li Xian 李賢 (655-684), exilé en 680, 6e fils de Gaozong ; dont :
  - Li Shouli (672–741), fils de la concubine Zhang, aîné des cousins survivants de Xuanzong et père de la princesse Jincheng (698-739) mariée avec l'empereur du Tibet Tridé Tsuktsen,
  - Li Guangshun et Li Shouyi, frères de Li Shouli ;
4. Li Zhe ou Li Xian 李顯 (656-710), empereur Zhongzong, 7e fils de Gaozong ; dont :
  1. Li Chongjun, fils de la première épouse de Zhongzong,
  2. Li Guo'er (princesse Anle), fille de l'impératrice Wei (seconde épouse de Zhongzong),

(la concubine Shangguan Wan'er n'a pas de descendance) ;
5. Li Dan (662-716), empereur Ruizong, 8e fils de Gaozong ; dont :
  1. Li Chengqi, fils de l'impératrice Liu,
  2. Li Longji (685-762), empereur Xuanzong, fils de la concubine Dou,
  3. Li Fan, frère cadet de Xuanzong,
  4. Li Ye, frère cadet de Xuanzong ;
6. princesse Taiping (665-713), 4e fille de Gaozong ; dont 6 enfants connus :
  1. Xue Chongxun, fils de Xue Shao,
  2. Xue Chongjian, fils de Xue Shao, le seul des fils de la princesse Taiping à survivre après 713,
  3. (Xue) Wanquan (686-710), fille de Xue Shao,
  4. Wu Chongmin, fils de Wu Youji,
  5. Wu Chongxing, fils de Wu Youji,
  6. Wu Lingjue, fille de Wu Youji.

Les autres enfants de l'empereur Gaozong sont des demi-frères et demi-sœurs de la princesse Taiping, tous plus âgés qu'elle. Notamment :
- Li Zhong (643-665), fils de dame Liu et 1er fils de Gaozong ;
- Li Xiao (mort en 664), fils de dame Zheng et 2e fils de Gaozong ;
- Li Shangjin (645–690), fils de dame Yang et 3e fils de Gaozong ;
- Li Xiayu (princesse Yiyang, née dans les années 640 et morte en 691 ?), fille de la concubine Xiao et 1re fille de Gaozong ;
- Li Sujie (648-690), fils de la concubine Xiao et 4e fils de Gaozong ;
- princesse Gao'an (649-714), fille de la concubine Xiao et 2e fille de Gaozong.

## La princesse Taiping dans la fiction

### À la télévision
La princesse Taiping est interprétée à la télévision par Alice Chan dans Deep in the Realm of Conscience (en) (2018).